# Grancona
Grancona es una localidad italiana de 1888 habitantes perteneciente al municipio de Val Liona de la provincia de Vicenza (región de Véneto).
Fue un municipio independiente hasta 2017, en que fue disuelto y pasó a formar parte del municipio de Val Liona.

## Demografía
| Gráfica de evolución demográfica de Grancona entre 1861 y 2001 |
|                                                                |
| fuente ISTAT - elaboración gráfica a cargo de Wikipedia        |